# Pett
Pett – wieś w Anglii, w hrabstwie East Sussex, w dystrykcie Rother. Leży 88 km na południowy wschód od Londynu. W 2007 miejscowość liczyła 781 mieszkańców.